# Logabirumer Kirche

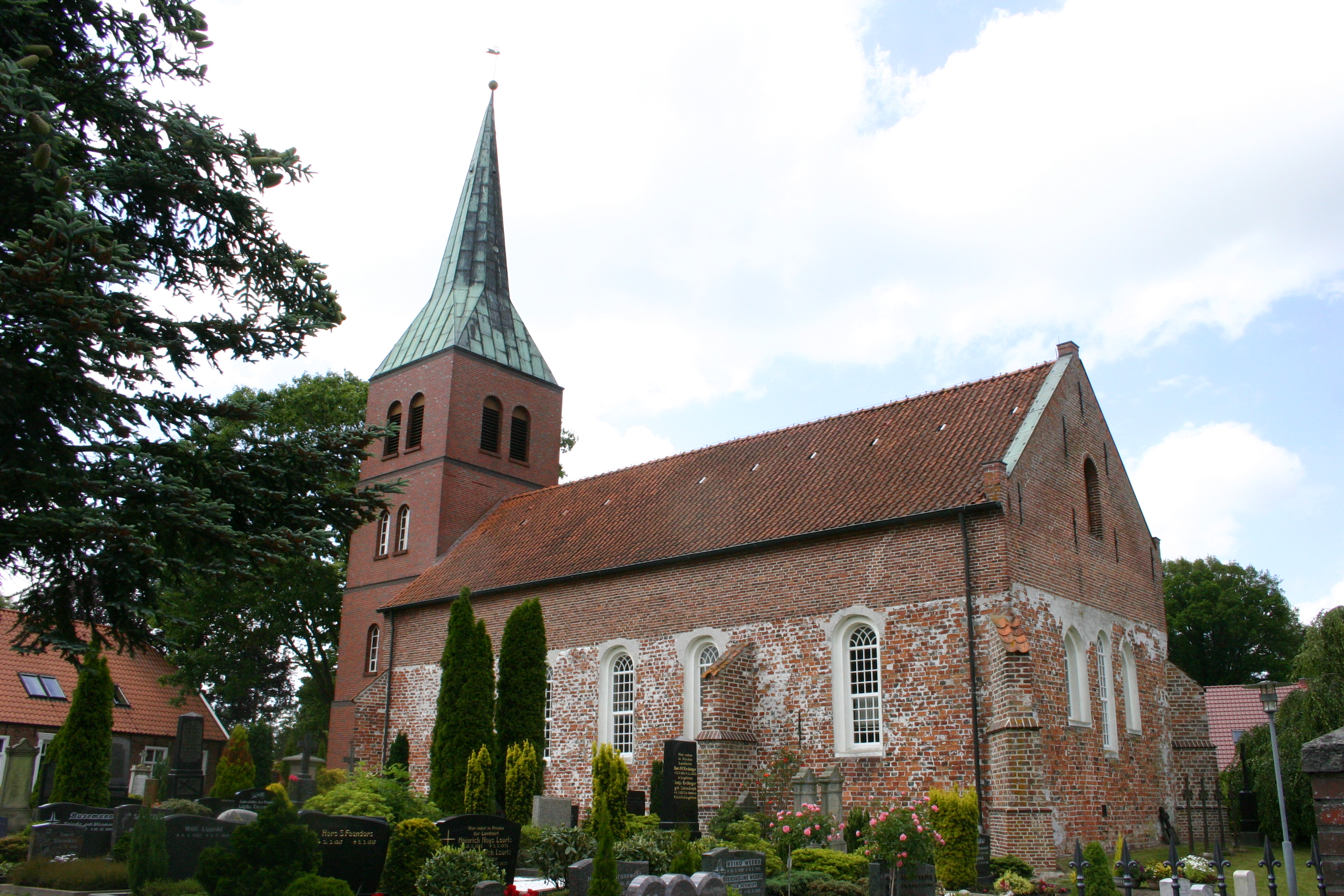
Logabirumer Kirche

Die lutherische Logabirumer Kirche in Logabirum, einem Stadtteil von Leer (Ostfriesland), wurde um 1300 als Saalkirche gebaut.

## Geschichte und Architektur

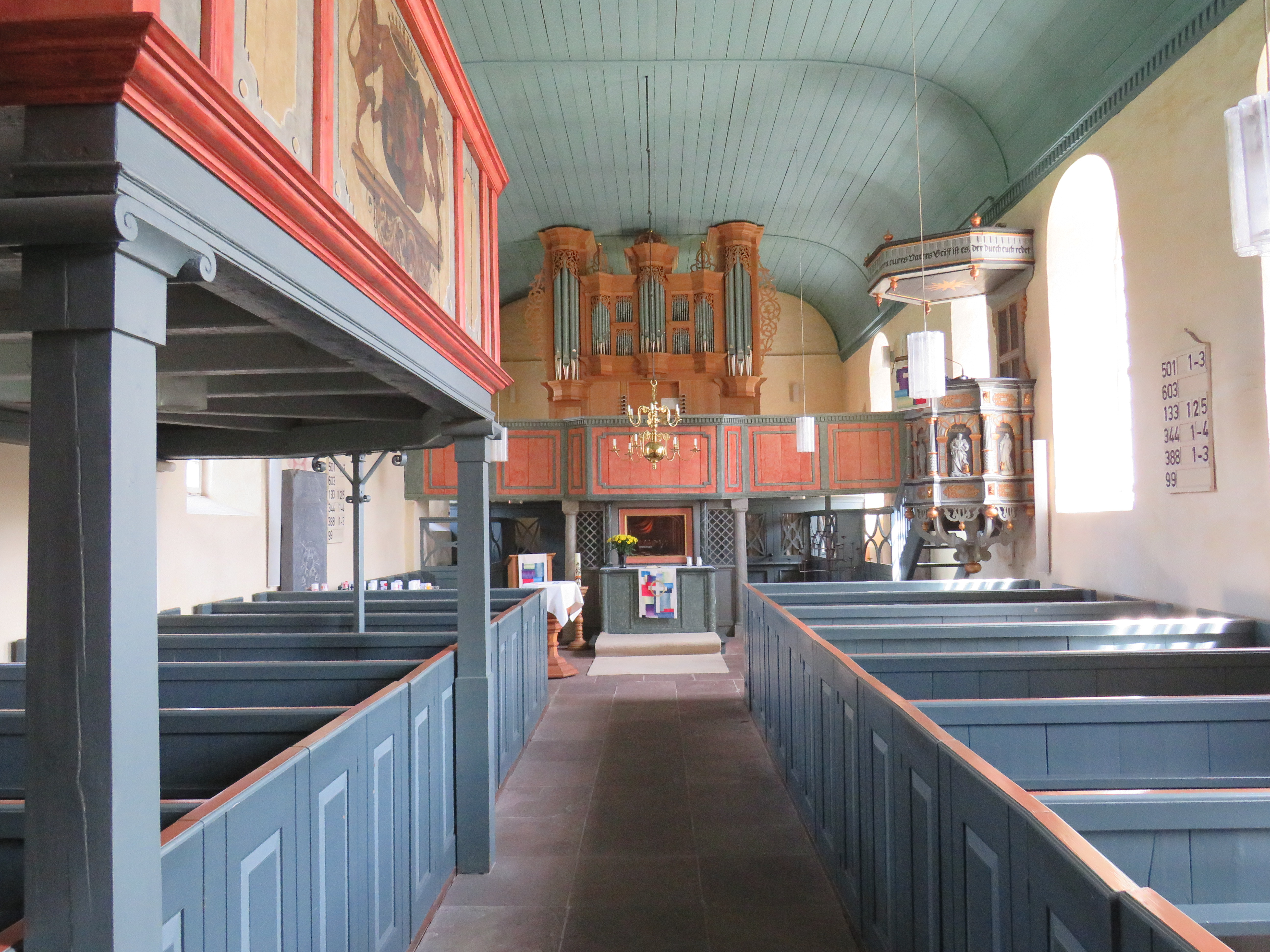
Logabirumer Kirche Innenansicht

Die Kirche wurde um 1300 als Rechteckraum aus Backsteinen im Klosterformat erbaut. Der Chor war ursprünglich gewölbt; später wurde eine hölzerne Decke eingezogen. Im Jahr 1812 wurde das Langschiff um 1,75 m aufgestockt und die großen Rundbogenfenster eingebrochen. Nur in der Ostwand sind noch zwei Spitzbogenfenster erhalten. Der ursprüngliche Glockenturm mit rundbogigen Schallöffnungen stand separat auf dem Friedhof. Als er 1879 aufgrund von Baufälligkeit abgerissen werden musste, errichtete man stattdessen einen dreigeschossigen Westturm. Nach Wasserschäden (1892), Blitzeinschlag (1922) und Granatenschaden im Zweiten Weltkrieg wurden der Turm zwischen 1960 und 1976 erneuert, ein Fundament gelegt und der ganze Turm ummantelt. Seine Höhe beträgt heute 29,55 m.
Seit 2008 ist die Kirchengemeinde pfarramtlich mit Nortmoor verbunden.

## Ausstattung
Im Inneren der Kirche befinden sich mehrere Grabplatten aus dem 16. und 17. Jahrhundert. Der Raum wird von einem hölzernen Tonnengewölbe abgeschlossen. Die Kanzel datiert von 1639. Zu den Vasa Sacra gehören ein Kelch (1598), eine Dose für Oblaten (1751), eine Kanne (1766), eine Taufschale (1767) sowie ein Krankenkelch (1847).

## Orgel

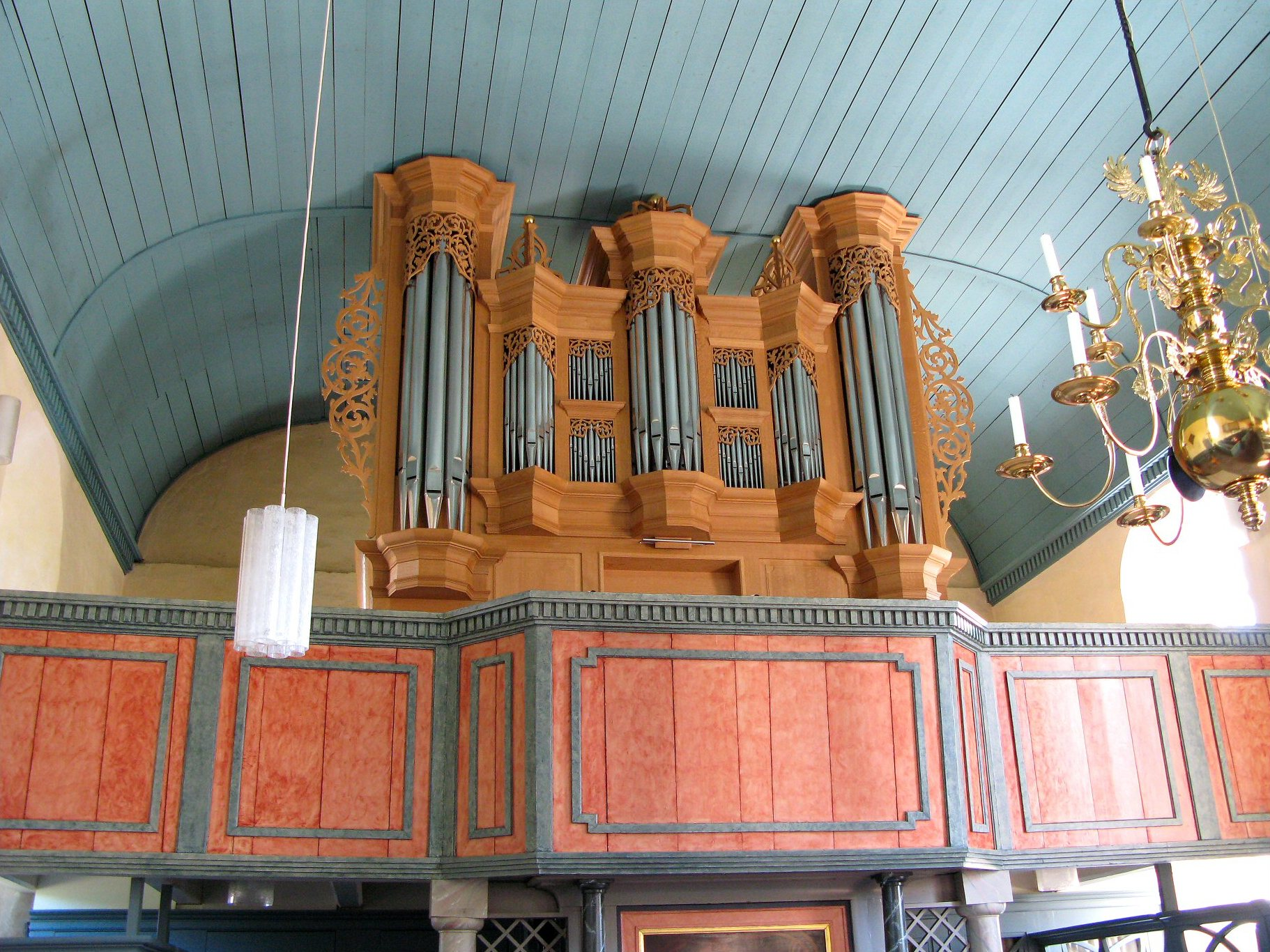
Ahrend-Orgel (1998)

Im Jahr 1729 wird erstmals eine Orgel genannt. Das Instrument, das sieben Register auf einem Manual und angehängtem Pedal hatte, wurde im Zuge eines Neubaus 1812 an die Kirchengemeinde in Cleverns verkauft, wo der Prospekt erhalten ist. Gerhard Janssen Schmid baute 1812/1813 eine neue Orgel mit neun Registern auf einem Manual und angehängtem Pedal. Das Instrument wurde 1928 durch ein gebrauchtes Werk von Wendt und Heise aus dem Jahr 1907 ersetzt (II/P/8). Aufgrund von Kriegsschäden wurde die Orgel 1945 zerstört. Die Firma Alfred Führer baute 1950/1951 ein neues Instrument (I/P/8).
Die heutige Orgel stammt von Jürgen Ahrend, der 1994 bis 1998 ein Werk mit zehn Registern auf einem Manual und Pedal schuf. Das Gehäuse orientiert sich an der Barockorgel von etwa 1725, wurde aber um die beiden flankierenden Basstürme erweitert. Von den insgesamt 670 Pfeifen sind 632 aus Metall und 38 aus Holz gefertigt. Die Disposition lautet wie folgt:
| I Hauptwerk C–d3 |                     |    |
| 1.               | Principal           | 8′ |
| 2.               | Gedackt             | 8′ |
| 3.               | Viol di Gamba       | 8′ |
| 4.               | Octava              | 4′ |
| 5.               | Spitzgedackt        | 4′ |
| 6.               | Octava              | 2′ |
| 7.               | Sesquialtera II B/D |    |
| 8.               | Mixtur III          |    |

| Pedal C–d1 |          |     |
| 9.         | Subbass  | 16′ |
| 10.        | Trompete | 8′  |

- Koppeln: I/P
- Spielhilfen: Tremulant für die ganze Orgel